# Družina Palas
Družina Palas je družina asteroidov tipa B, ki se nahajajo v osrednjem delu glavnega asteroidnega pasu. 

Prvi je družino opazil Kijocugu Hirajama v letu 1928. Zaradi prevladovanja asteroidov tipa B, ki so običajno bolj redki, izgleda, da je družina nastala iz izvrženega materiala pri padcu nekega telesa na 2 Palas.

## Značilnosti
Asteroidi imajo naslednje lastne elemente tirnice
- velika polos (ap) je med 2,71 in 2,79 a.e.
- izsrednost (ep) je med 0,25 in 0,31
- naklon tirnice (ip) je od 32 do 34 °

Elementi oskulacijske tirnice pa so (v času sedanje epohe):
- velika polos (a) je med 2,71 in 2,79 a.e.
- izsrednost (e) je med 0,13 in 0,37
- naklon tirnice (i) je med 30 in 38°

Ime je družini dal asteroid  2 Palas, ki je izredno velik. Premer ima okoli 550 km. Ostali asteroidi družine so manjši, med njimi je po velikosti pomemben še 5222 Joffe, ki ima premer samo okoli 22 km. 